# 2MASS J01410321+1804502
2MASS J01410321+1804502 ist ein Brauner Zwerg im Sternbild Fische. Er wurde 2003 von John C. Wilson et al. entdeckt. Er gehört der Spektralklasse L4,5V an.